# Marcos Santos
Marcos Manuel Santos Bonnet (7 gennaio 1989) è un lottatore portoricano, specializzato nella lotta libera.

## Biografia
Ai Giochi panamericani di Guadalajara 2011 si è classificato quinto nel torneo dei 96 chilogrammi.
Ha ottenuto il primo podio internazionale ai campionati panamericani di Città del Messico 2014, dove ha ottenuto la medaglia di bronzo nella categoria fino a 97 chilogrammi, battendo il venezuelano José Hernández al primo turno, il brasiliano Juan Bittencourt al secondo turno, perdendo in semifinale col colombiano Jorlys Ariel Mosquera e vincendo la finale per il terzo posto contro il salvadoregno Jose Noel Erazo Henriquez.
Ai Giochi centramericani e caraibici di Barranquilla 2018 si è aggiudicato la medaglia di bronzo nei 125 chilogrammi.
Ha rappresentato Porto Rico ai Giochi panamericani di Lima 2019 concludendo ottavo nella categoria 125 chilogrammi.

## Palmarès
- Campionati panamericani

Città del Messico 2014: bronzo nei -97 kg;
- Giochi centramericani e caraibici

Barranquilla 2018: bronzo nei -125 kg;